# Elaphe cantoris
Elaphe cantoris — вид змій родини полозових (Colubridae).

## Назва
Вид названо на честь данського зоолога Теодора Кантора.

## Поширення
Змія поширена на півночі Індії (штати Мегхалая, Ассам та Сіккім), а також в Непалі та Бутані. Мешкає у гірських вологих лісах.

## Опис
Досить велика змія, що може виростати до 2 м. Верхня частина тіла коричневого кольору з рядами темно-коричневих плям. Черево жовте, у напрямку до хвоста стає помаранчевим.

## Розмноження
Самиці відкладають яйця у кінці липня. У кладці, в середньому, 10 яєць.